# Sergio Filippini
Sergio Filippini (Arbedo-Castione, 1938 – Comano, 21 giugno 2014) è stato un attore svizzero di lingua italiana.

## Biografia
Tornitore per diversi anni, diventa poi attore teatrale e televisivo, protagonista in molte opere in dialetto ticinese, ed è quindi molto conosciuto in Canton Ticino e in Lombardia. La sua interpretazione più riuscita è sicuramente quella del detective Sergio Colmes nella serie televisiva gialla Sergio Colmes indaga, andata in onda dal 1999 al 2005. Filippini è stato anche l'autore di un libro, Gli asini di Arbedo, pubblicato nel 2009 e nel quale ha raccolto aneddoti, tradizioni e personaggi del suo comune d'origine. È scomparso nel 2014 all'età di 76 anni a seguito di problemi cardiovascolari.